# Iž

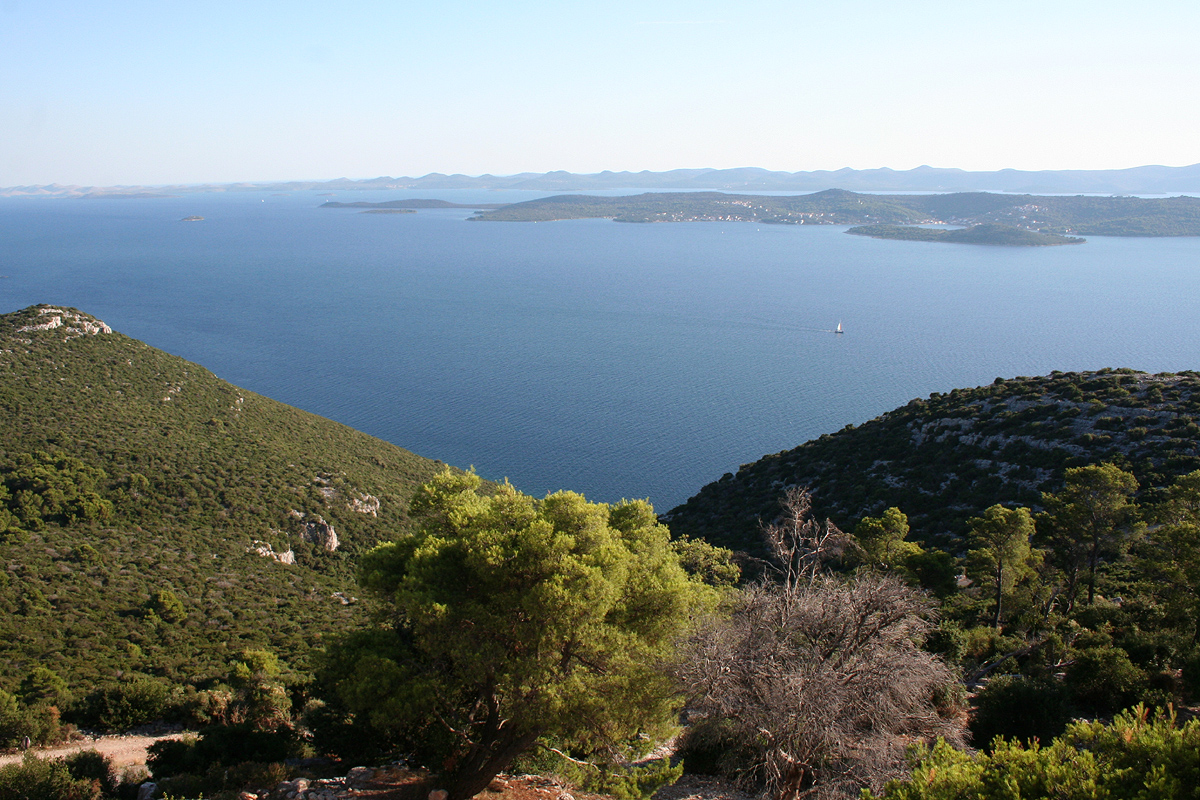
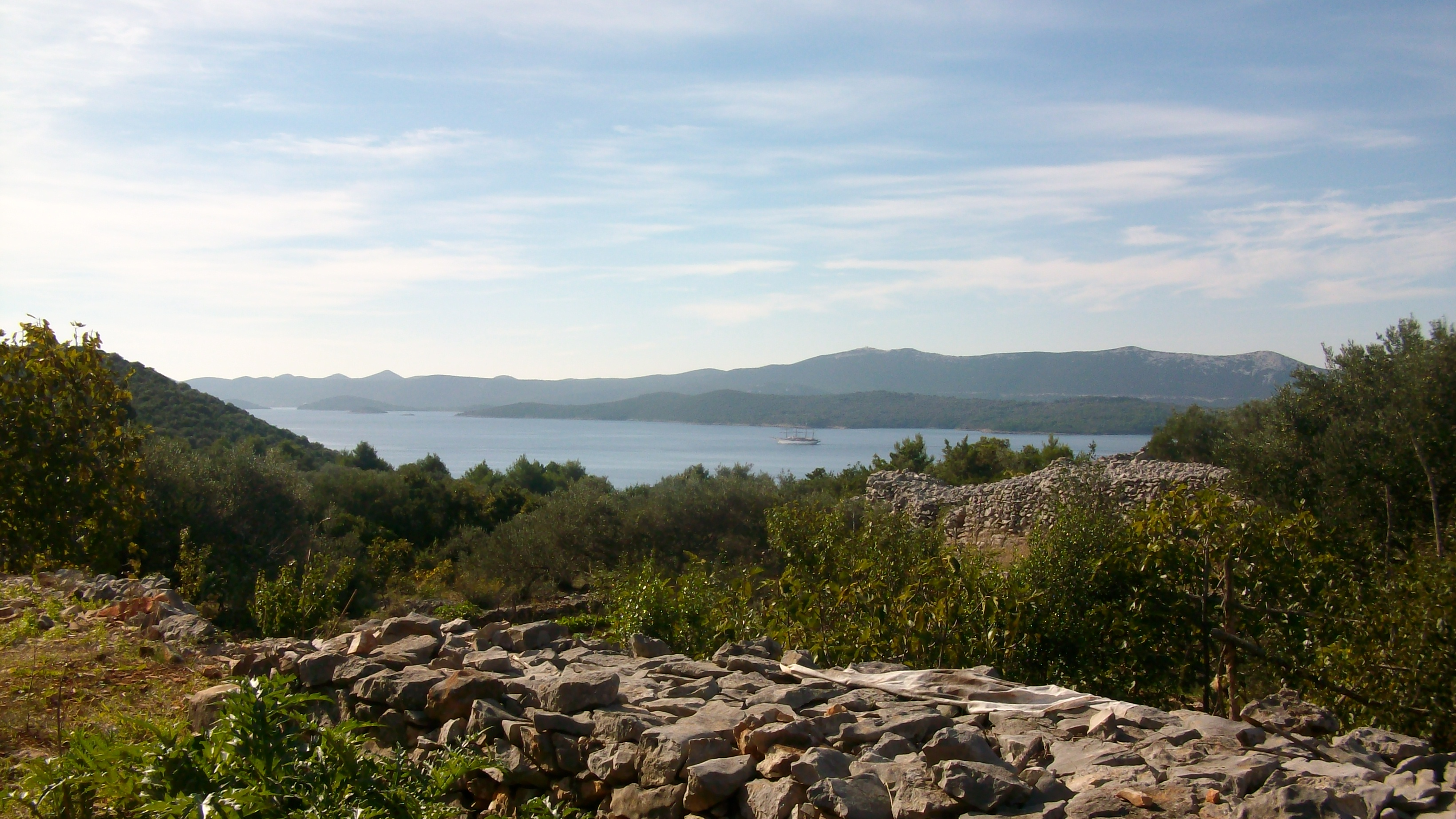
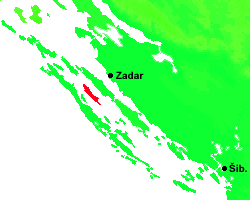
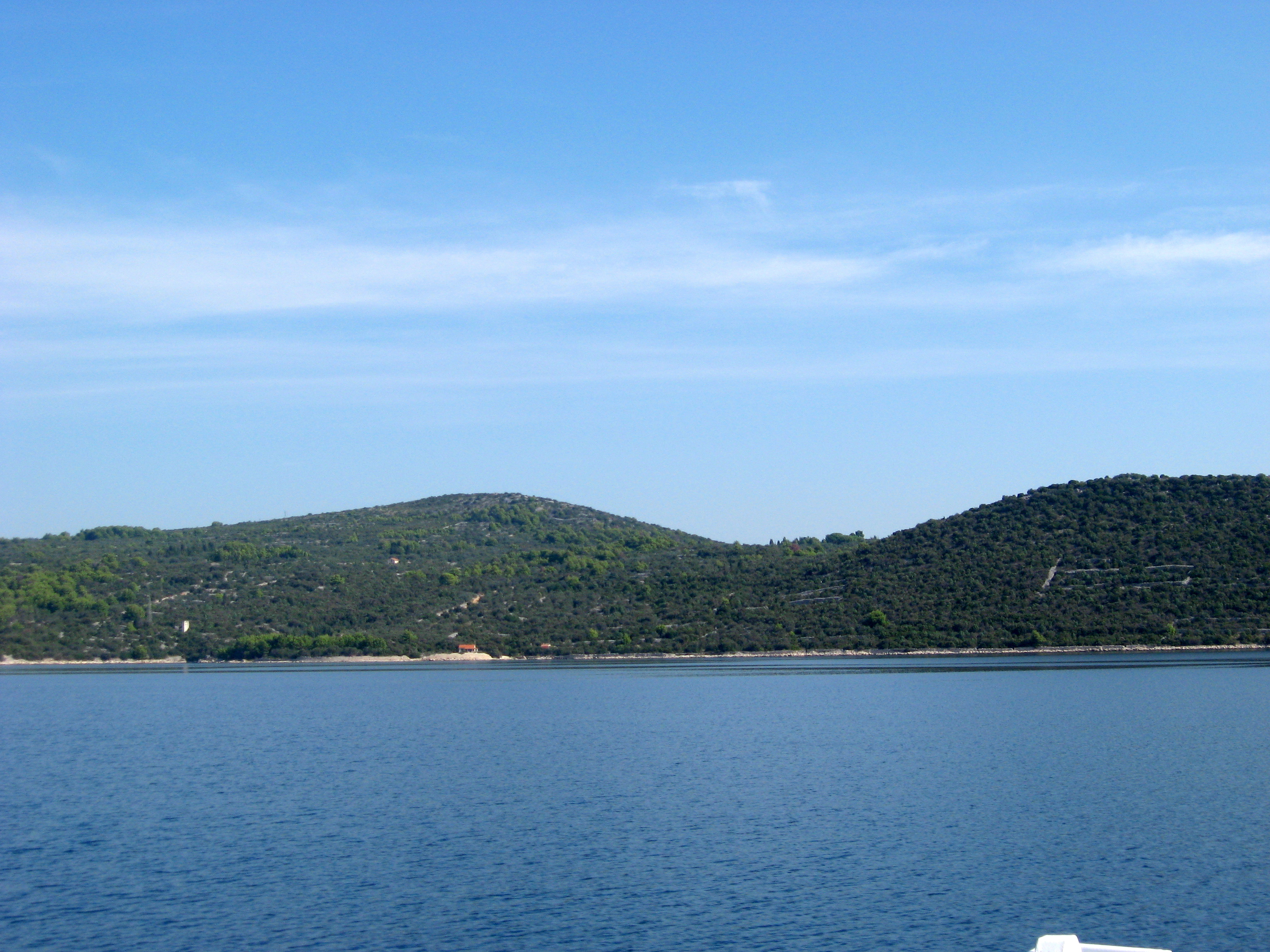
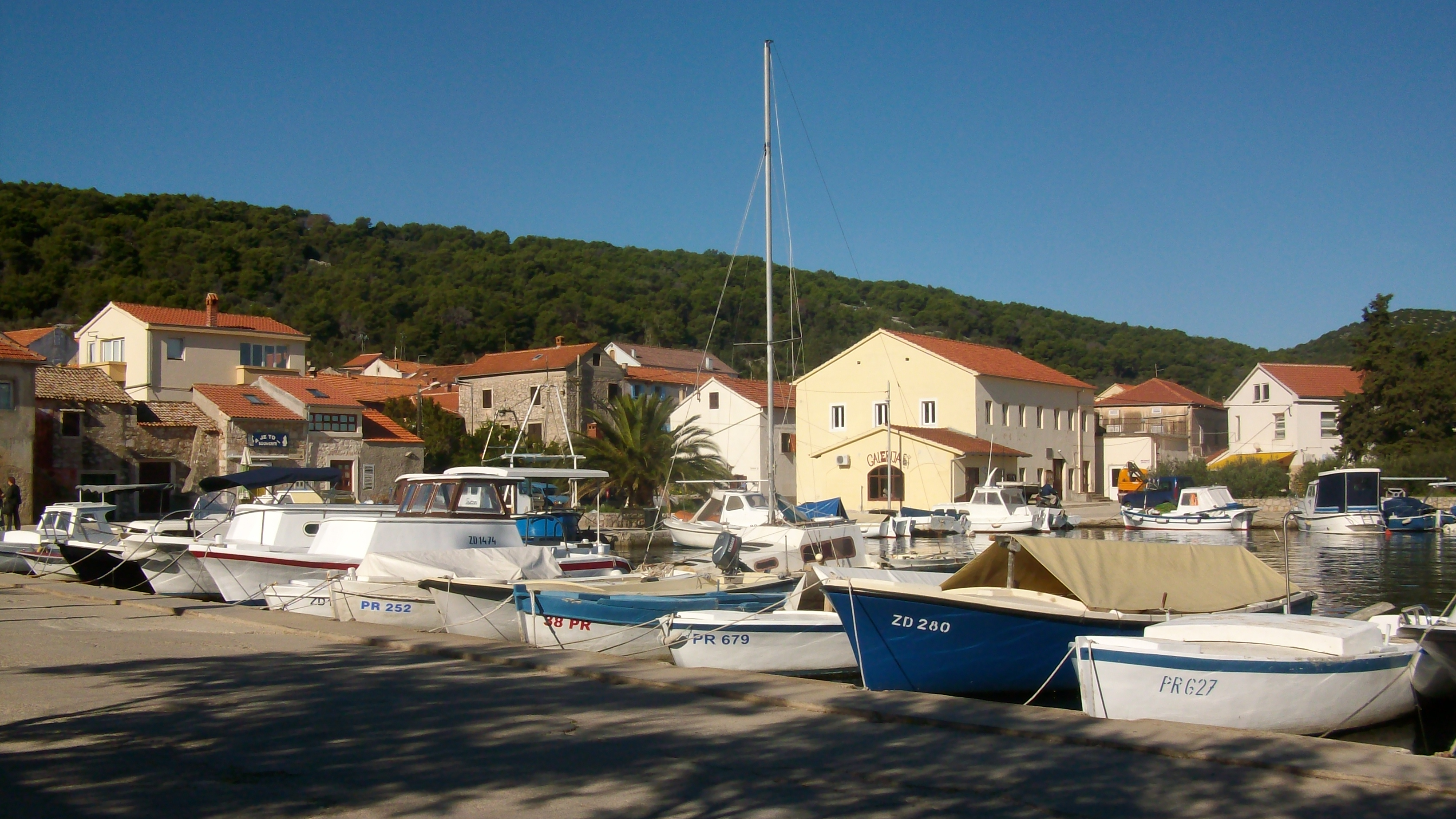
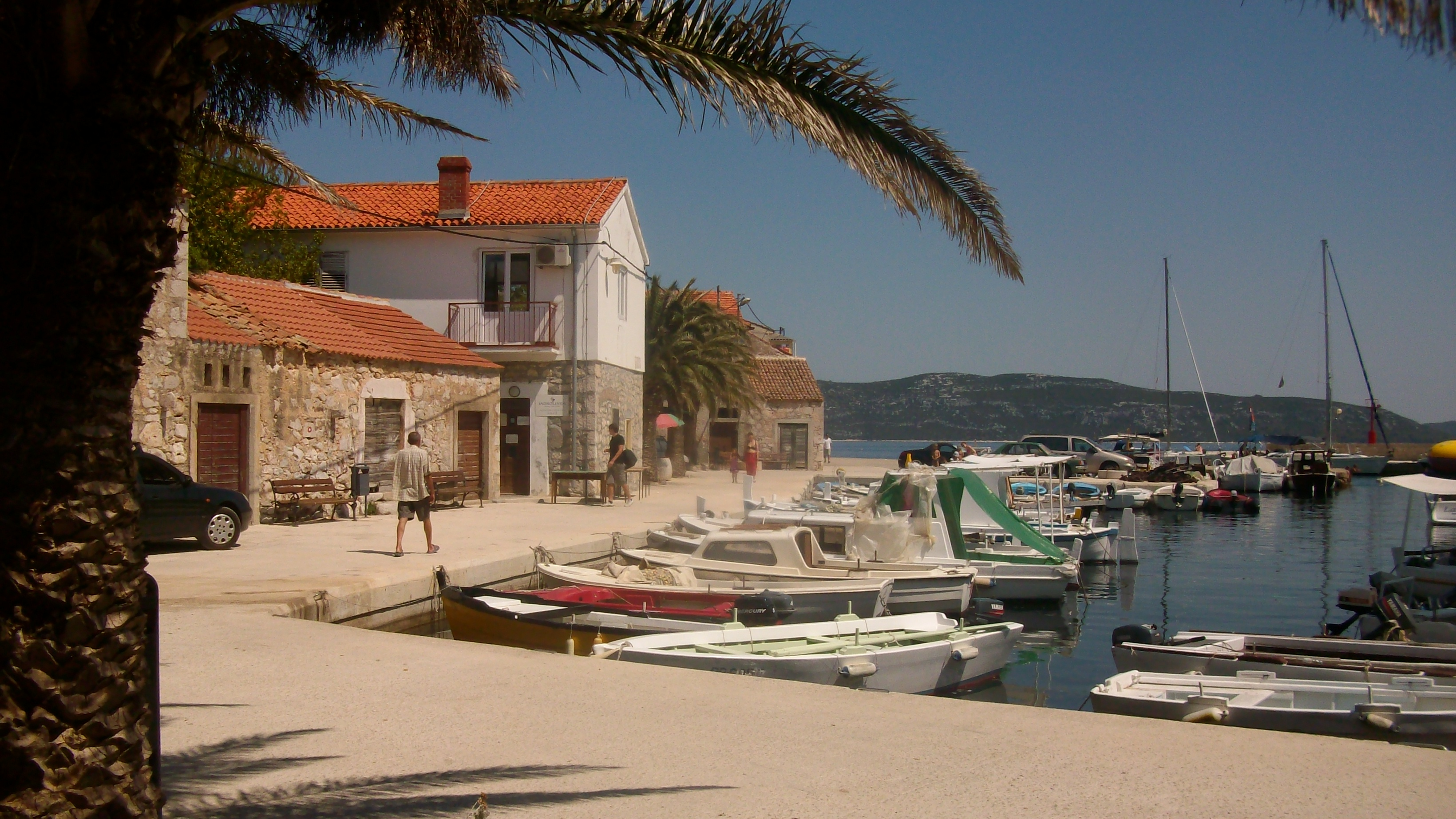

Iž (Italiaans: Eso, Duits: Ese) is een eiland in de Zadar-archipel, voor de kust van Kroatië in de Adriatische zee. Het eiland is gelegen tussen Ugljan in het noordoosten en Dugi otok in het zuidwesten en is ongeveer een uur varen met de veerpont vanaf Zadar.
Iž heeft een oppervlakte van ongeveer 17,59 km² en 516 bewoners. De mineralen die er te vinden zijn bestaan vooral uit kalksteen en dolomiet. Het eiland wordt al sinds de prehistorie bewoond, er is een katholieke kerk sinds de 11e eeuw en overblijfselen van de eerste Kroatische kolonisten dateert van 1266. De twee grootste nederzettingen, Iž Veli en Iž Mali, liggen op het oostelijke deel van het eiland. Dicht bij het eiland zijn enkele kleine onbewoonde eilanden gelegen, waaronder Rutnjak en Fulija. In het dialect van Iž wordt bijna nooit de f gebruikt, ze gebruiken in plaats daarvan de h. De belangrijkste activiteiten zijn zeilen, vissen, olijven verbouwen en pottenbakken. Het eiland is populair onder toeristen, onder meer vanwege de grote stranden.